# Lăpugiu de Sus
Lăpugiu de Sus – wieś w Rumunii, w okręgu Hunedoara, w gminie Lăpugiu de Jos. W 2011 roku liczyła 463 mieszkańców.